# Robin Williams
Robin McLaurin Williams (Chicago, 21 juli 1951 – Paradise Cay (Californië), 11 augustus 2014) was een Amerikaans komiek en acteur.
Williams begon zijn carrière midden jaren 70 als stand-upcomedian in comedyclubs in San Francisco en Los Angeles. Hij stond bekend om zijn vele imitaties en de verschillende stemmetjes die hij gebruikte tijdens zijn optredens. Zijn allereerste tv-rol werd die van alien Mork in de reeks Mork & Mindy. Voor zijn bijrol in Good Will Hunting kreeg hij in 1998 een Academy Award, nadat hij daarvoor drie keer eerder was genomineerd. Daarnaast kreeg hij meer dan veertig andere acteerprijzen toegekend, waaronder Golden Globes voor Mork & Mindy, Good Morning, Vietnam, The Fisher King, Aladdin, Mrs. Doubtfire en Emmy Awards voor Carol, Carl, Whoopi and Robin en ABC Presents: A Royal Gala en Saturn Awards voor Aladdin en One Hour Photo.

## Carrière
Williams werd in zijn jeugd als hyperactief omschreven. Zijn talent om mensen aan het lachen te maken, ontwikkelde hij onder andere door stand-upcomedy. Zijn improvisatietalent, in combinatie met een hoeveelheid aan typetjes en accenten, zijn in veel filmrollen terug te vinden.
Zijn eerste grote rol was die van de buitenaardse Mork in de komische televisieserie Mork & Mindy uit 1978. Veel van Williams' rollen hebben een komisch karakter, zoals die in Mrs. Doubtfire. Niettemin speelde hij ook serieuzere personages zoals in Awakenings en What Dreams May Come. In 2002 verscheen hij in zowel Insomnia als One Hour Photo als psychopaat.
In 1992 vroeg Disney hem om de stem van de Geest in de animatiefilm Aladdin uit 1992 te vertolken. De schrijvers hadden het personage altijd met Williams in hun achterhoofd bedacht en ontwikkeld, zelfs voor ze hem voor de rol vroegen. In die tijd was het niet zo gangbaar dat bekende Hollywoodacteurs een stem vertolkten in films. Williams zegde toe op voorwaarde dat Walt Disney Animation Studios zijn naam of stem nadien niet zouden gebruiken voor marketingcampagnes of om merchandise te verkopen. In het begin hield Disney zich aan die afspraak, maar later braken ze hun belofte omwille van de populariteit van de film en het personage van de geest. Dat zorgde jarenlang voor ruzie tussen Robin Williams en Disney. Toen de makers met een tweede film kwamen, De Wraak van Jafar, weigerde Williams om de stem van de geest opnieuw te vertolken. Disney duidde toen Dan Castellaneta (bekend als de stem van onder andere Homer Simpson) aan als zijn vervanger. Pas bij een derde Aladdinfilm, Aladdin en de Dievenkoning, werd het geschil bijgelegd en kroop Williams opnieuw in de huid van Geest.
Good Morning, Vietnam (1987) was een belangrijke film in Williams' carrière, aangezien de meeste van de humoristische radio-uitzendingen daarin door hem ter plekke werden geïmproviseerd. Dit leidde tot Williams' eerste nominatie voor een Oscar, die voor beste acteur in een hoofdrol. Bij zijn vierde nominatie in 1998 ontving hij het beeldje daadwerkelijk voor zijn bijrol in Good Will Hunting.
In 2014 speelde hij na dertig jaar weer een rol in een televisieserie, namelijk The Crazy Ones met onder meer Sarah Michelle Gellar.
Met zijn eerste vrouw richtte hij de Windfall Foundation op, een filantropische instelling die geld inzamelt voor verschillende goede doelen.

## Biografie
Zijn eerste huwelijk duurde van 4 juni 1978 tot in 1988. In 1983 kreeg hij een zoon. Op 30 april 1989 trouwde hij voor de tweede maal, en uit dat huwelijk kreeg hij een dochter en een zoon. In 2008 scheidde hij van zijn tweede vrouw. In 2009 onderging Williams een hartoperatie. In 2011 trouwde hij voor de derde maal. 

## Overlijden
Op 11 augustus 2014 meldde de politie van Marin County (Californië) dat Williams dood in zijn woning was gevonden. Hij had zelfmoord gepleegd door ophanging. Drie dagen na zijn overlijden verklaarde zijn weduwe dat hij sinds kort wist dat hij aan de ziekte van Parkinson leed. Uit de lijkschouwing bleek dat hallucinaties een mogelijke oorzaak van zijn zelfmoord konden zijn geweest: Williams leed aan Lewy-body-dementie.
Williams werd een dag na zijn dood gecremeerd en zijn as is uitgestrooid in de Baai van San Francisco. Na zijn dood werd de zin "Oh captain, my captain" uit de film Dead Poets Society voor veel fans een eerbetoon aan Williams. Het was een rechtstreekse referentie aan een scène waarin de studenten op hun schoolbanken gingen staan en die tekst uitspraken uit protest tegen het vertrek van professor Keating, het personage van Williams. Op de sociale media namen veel mensen een foto van zichzelf terwijl ze op tafels, stoelen, banken, etc. stonden met daarbij de hashtag #ohcaptainmycaptain.
Doordat Williams nog tot vlak voor zijn dood werkte, zijn er na zijn overlijden nog films uitgekomen waar hij een (hoofd)rol in had, waaronder Boulevard en Night at the Museum: Secret of the Tomb.

## Trivia
- Williams was een van de laatste personen die John Belushi op de dag van zijn overlijden in leven zag. Hij gebruikte samen met hem drugs. Na het overlijden van Belushi in 1982 stopte Williams daarmee.[4]
- Williams onderhield een innige vriendschap met acteur Christopher Reeve.
- Williams was dol op computerspellen, met name The Legend of Zelda. De naam van zijn dochter Zelda is afkomstig van het computerspelpersonage Princess Zelda.[5]
- Na verloop van ongeveer 1 uur en 58 minuten zegt Henri Altmann (rol, vertolkt door Robin Williams) in de film The angriest man in Brooklyn:

My tombstone will say: "Henry Altmann, 1951 dash 2014". I knew until now, it's not the dates that matter. It's the dash."
(ondertiteld: "Op mijn grafsteen zal staan: Henry Altmann, 1951-2014. Ik weet nu dat de data er niet toe doen. Het gaat om het streepje.)
- Iron Maiden heeft het nummer Tears of a Clown geschreven naar aanleiding van de dood van Robin Williams.